# Diploidie
Von Diploidie (altgriechisch διπλόος diplóos ‚zweifach‘, Plural διπλοῖ diploĩ ‚zweifachige‘) wird in der Genetik gesprochen, wenn in einem Zellkern einer eukaryoten Zelle ein zweifacher Chromosomensatz (2n) vorliegt. Dessen Zahl an Chromosomen ist das Zweifache (Doppelte) eines einfachen Chromosomensatzes (1n). Zellen mit solchen Zellkernen sind diploid. Die Bezeichnung wird auch für Lebewesen verwendet, die überwiegend aus solchen Zellen bestehen. Ein einfacher Chromosomensatz wird haploid genannt.
Werden die Chromosomen einer eukaryoten Zelle genauer untersucht und miteinander verglichen, so finden sich oft Chromosomen von gleicher Größe, die homologe Gene enthalten. Liegen im Zellkern alle Chromosomen als Paare von homologen Chromosomen vor, so hat die Zelle einen zweifachen Chromosomensatz (2n); dies wird als diploid bezeichnet. Bei den meisten Wirbeltieren liegt dieser Zustand grundsätzlich in den Körperzellen vor.
Diploide Lebewesen, die sich geschlechtlich fortpflanzen, entstehen aus den Keimzellen der beiden Eltern bei der Befruchtung. Dabei vereinigen sich zwei Gameten, wobei ihre Zellkerne – mit je einfachem Chromosomensatz – zum gemeinsamen diploiden Kern verschmelzen. Bei solchen Lebewesen wechseln sich also eine haploide und eine diploide Entwicklungsphase ab (Kernphasenwechsel). Der Übergang vom diploiden zum haploiden Zustand ist die Meiose.
Bei den meisten vielzelligen Tieren (und auch beim Menschen) sind die Zellen des Körpers in der Regel diploid und nur die Gameten (Keimzellen) haploid. Man bezeichnet sie deshalb als Diplonten. Dagegen haben Pflanzen in ihrem Lebenszyklus auch eine mehr oder weniger stark ausgeprägte haploide Phase und werden daher als Diplohaplonten bezeichnet. Am kürzesten ist die diploide Phase bei den Haplonten, wo sie auf die Zygote beschränkt ist. Zu ihnen gehören viele Algen und manche Einzeller. In manchen Lebewesen kommen auch andere Ploidiegrade vor, etwa triploid (3n) oder tetraploid (4n).

## Kernphasenwechsel bei Pflanzen
- Bei Moosen (Bryophytina) ist die haploide Generation (Gametophyt) das, was man als grüne Moospflanze (beblättert oder als Thallus) sieht. Nach der Befruchtung entsteht ein kleinerer diploider Sporophyt, der aus der Moospflanze herauswächst und eine Sporenkapsel bildet, in der die Meiose abläuft, so dass haploide Sporen entstehen. Die Sporen werden im Wind oder durch Regen verstreut, keimen aus, und es wächst ein neuer haploider Gametophyt.
- Bei Farnen (Pteridophytina), Schachtelhalmen (Equisetopsida, gehört zu den Pteridophytina) und Bärlapppflanzen (Lycopodiopsida, gehört ebenfalls zu den Pteridophytina) ist die große sichtbare Pflanze der diploide Sporophyt, der nach der Meiose haploide Sporen bildet. Aus ihnen entsteht ein kleiner Gametophyt, das Prothallium. Aus seinen befruchteten Eizellen wächst wieder der Sporophyt. Es gibt aber auch polyploide Farne (Sporophyten).
- Bei den Samenpflanzen (Spermatophytina) ist der diploide Sporophyt das, was wir als Bäume, Sträucher oder krautige Pflanzen sehen. Die Gametophyten sind stark reduziert: Die Pollenkörner und der Embryosack in der Samenanlage stellen die haploide Generation dar. Bei den Nacktsamern (Gymnospermen) gelangt der Pollen direkt zur Samenanlage, die nicht von einem Fruchtknoten umgeben ist, also keine Narbe und keinen Griffel besitzt. Bei den Bedecktsamern wächst nach der Bestäubung der Pollenschlauch durch den Griffel bis zur Eizelle im Embryosack, wo die Befruchtung stattfindet.

## Tiere
In der Regel entstehen mehrzellige Tiere durch Verschmelzung einer väterlichen und einer mütterlichen haploiden Keimzelle zur diploiden Zygote. Die Zygote teilt sich vielfach, wodurch der Körper des Tieres aus diploiden Zellen gebildet wird. Schließlich werden durch Gametogenese wieder haploide Keimzellen gebildet. Es gibt jedoch zahlreiche Ausnahmen von diesem generellen Schema, von denen einige im Folgenden beschrieben sind.
- Bei manchen Insekten findet eine Geschlechtsbestimmung dadurch statt, ob sie haploid oder diploid sind (Haplodiploidie). So sind weibliche Bienen oder Ameisen diploid (Arbeiterinnen und Königinnen), während die Männchen (Drohnen) haploid sind.
- In manchen eigentlich diploiden Insekten, zum Beispiel der Taufliege Drosophila melanogaster, sind die meisten Zellen der erwachsenen Tiere polytänisiert, das heißt große Teile der Chromosomen wurden mehrmals vervielfacht, ohne dass sich die Zelle geteilt hätte.
- Manche Tiere vermehren sich durch Jungfernzeugung (Parthenogenese).
- Die roten Blutzellen (Erythrozyten) der Säugetiere enthalten keinen Zellkern und somit auch keine Chromosomen.
- Blutplättchen (Thrombozyten) enthalten ebenfalls keinen Zellkern. Sie werden von Megakaryozyten gebildet, die bis zu 64 Chromosomensätze enthalten können.